# Matthew Glave
Matthew Glave (ur. 19 sierpnia 1963 w Saginaw) – amerykański aktor filmowy i telewizyjny.

## Filmografia
- Babe Ruth (1991) jako Jumpin’ Joe Dugan
- Prawnicy z Miasta Aniołów (1992) jako Robbie Richards
- Zdrówko (1992) jako barman
- Doogie Howser, lekarz medycyny (1993) jako Les
- For Their Own Good (1993) jako Mike Yates
- Duchy w maszynie (1993) jako Rookie Cop
- Eskorta (1994) jako Rory Blanes
- Brzdąc w opałach (1994) jako Bennington Cotwell
- Strażnik Teksasu (1994) jako Mitch Travis
- Diagnoza morderstwo (1994) jako Roger Valin
- If Not for You (1995) jako pilot
- JAG (1995) jako porucznik Jack 'Rozpruwacz' Carter
- Szeryf (1995) jako zastępca Jonathan Tucker
- Gdzie diabeł mówi dobranoc (1995–1996)
- Ostry dyżur (1996–2002) jako dr Dale Edison
- Cybill (1997) jako Jim Hicks
- Prawdziwe kobiety (1997) jako William King
- Plump Fiction (1997) jako Nicky Cox
- Od wesela do wesela (1998) jako Glenn Guglia
- Nowojorscy gliniarze (1998) jako Jason
- Brutalne przebudzenie (1998) jako Lenny
- Legalese (1998) jako Kurt Lee
- Resurrection (1999)
- Mutiny (1999) jako porucznik Kirby
- Millennium (1999) jako Edward Cuffle
- Partnerki (2000) jako Dirk Mancini
- Dotyk anioła (1999–2002) jako Walker / Młody Max
- Czarodziejki (2000) jako dr Curtis Williamson
- Ricochet River (2001) jako Frank Jukor
- Gwiazda rocka (2001) jako Joe Cole
- Corky Romano (2001) jako agent Brick Davis
- Sprawy rodzinne (2002) jako Reverend Williams
- Z Archiwum X (2002) jako specjalny agent Kallenbrunner
- Jordan (2002) jako specjalny agent FBI Aaron Miller
- Will & Grace (2003) jako Kirk
- The Shield: Świat glin (2003) jako Mike
- Prezydencki poker (2003) jako Scott Holcomb
- The Lyon’s Den (2003) jako prokurator Carl Green
- Dzień dobry, Miami (2003) jako Phil
- Babski oddział (2004)
- CSI: Kryminalne zagadki Las Vegas (2005) jako oficer Matt Glazer
- Las Vegas (2005) jako Jason Decker
- Life on a Stick (2005) jako Rick Lackerson
- Pentagon: Sektor E (2005) jako agent CIA John Haines
- Rozgniewani mężczyźni w Suburbii (2006)
- Diggerzy (2006)
- Gwiezdne wrota (2006) jako pułkownik Paul Emerson
- Dowody zbrodni (2006) jako Carl Bradley
- Lost in Plainview (2007) jako JW
- Nowe przygody starej Christine (2007) jako Benjamin 'Ben' Michael
- Lista (2007) jako Philip
- Bez śladu (2007) jako Leo
- Wizjonerzy (2008) jako Rodger
- Dorwać Smarta (2008) jako sekretny serwisowy agent kierowca
- Poślubione armii (2008–2009) jako podpułkownik Evan Connors
- Wolna chata (2009) jako Hector
- Na imię mi Earl (2009) jako Wayne
- Bez skazy (2009) jako Jerry
- Crash (2009) jako Bauer Lermontov
- Przypadek zgodny z planem (2010) jako oficer Ravitz
- Podkomisarz Brenda Johnson (2010) jako Kevin Mason
- Medium (2010) jako dr Heath Timlin
- Gotowe na wszystko (2011) jako detektyw Foster
- Zabójcze umysły (2011) jako detektyw Bailey
- Zabawa lub prezenty (2011) jako Panetti
- Nie ma to jak bliźniaki: Film (2011) jako dr Olson
- Zbrodnie Palm Glade (2011) jako Dwight Stewart
- Zemsta (2011) jako Bill Harmon
- Nikita (2011) jako Jonathan Gaines
- CSI: Kryminalne zagadki Miami (2012) jako trener Larry Hopper
- Taniec rządzi (2012) jako J.J. Jones